# Кримська обласна рада депутатів трудящих IV скликання
Кримська обласна рада депутатів трудящих четвертого скликання — представничий орган Кримської області у 1955 —1957 роках.
Нижче наведено список депутатів Кримської обласної ради 4-го скликання, обраних 27 лютого 1955 року в загальних та особливих округах. Всього до Кримської обласної ради 4-го скликання було обрано 119 депутатів по відкритих та по закритих військових округах.
| Прізвище, ім'я, по-батькові       | Місто чи район           | Виборчий округ | Посада | Примітки                                      |
| --------------------------------- | ------------------------ | -------------- | --- | --------------------------------------------- |
| Акімова Катерина Олексіївна       | Сімферополь              | № 77           | вакуумниця Сімферопольського консервного заводу імені 1 Травня                                                |                                               |
| Анікін Олександр Григорович       | Севастополь              | № 96           | 1-й секретар Кримського обкому ЛКСМУ                                                                          |                                               |
| Байкова Валентина Олександрівна   | Сімферополь              | № 72           | директор Сімферопольської середньої школи № 11                                                                |                                               |
| Бахтін Георгій Федорович          | Білогірський район       | № 9            | голова Білогірського райвиконкому                                                                             |                                               |
| Безверха Наталія Пилипівна        | Алуштинський район       | № 3            | бригадир-садівник колгоспу імені Сталіна                                                                      | померла в червні 1955 року                    |
| Березовиченко Надія Онисимівна    | Сімферополь              | № 63           | заступник голови Кримського облвиконкому                                                                      |                                               |
| Бєлова Ганна Михайлівна           | Севастополь              | № 93           | електромонтер електромонтажного підприємства міста Севастополя                                                |                                               |
| Богданов Олексій Євграфович       | Сімферополь              | № 74           | машиніст паровозного депо станції Сімферополь                                                                 |                                               |
| Бордзій Єрофій Євстахійович       | Сімферопольський район   | № 42           | директор Сімферопольської машинно-тракторної станції                                                          |                                               |
| Бумбіна Катерина Михайлівна       | Зуйський район           | № 17           | колгоспниця колгоспу імені Леніна                                                                             |                                               |
| Велика Галина Іванівна            | Первомайський район      | № 31           | головний зоотехнік Сталінської машинно-тракторної станції                                                     |                                               |
| Герасимова Марія Олексіївна       | Ялта                     | № 87           | головний лікар санаторію № 6 ВЦРПС міста Ялти                                                                 |                                               |
| Голіцина Римма Микитівна          | Бахчисарайський район    | № 6            | вчителька Бахчисарайської середньої школи № 24                                                                |                                               |
| Гончаренко Віктор Якович          | Керч                     | № 56           | начальник Кримського обласного управління зв’язку                                                             |                                               |
| Горенко Юлія Іванівна             | Білогірський район       | № 10           | завідувачка Білогірського районного відділу охорони здоров’я                                                  |                                               |
| Горшков Микола Васильович         | Кіровський район         | № 19           | голова Кіровського райвиконкому                                                                               |                                               |
| Горшков Сергій Георгійович        | особливий округ          |                | командувач Чорноморського флоту, адмірал                                                                      |                                               |
| Гульчак Борис Миколайович         | Сакський район           | № 35           | секретар Кримського обкому КПУ                                                                                |                                               |
| Данилов Євген Васильович          | Севастополь              | № 95           | бригадир теслярів Севастопольського управління начальника робіт № 132                                         |                                               |
| Данилов Микола Микитович          | Бахчисарайський район    | № 7            | голова Бахчисарайського райвиконкому                                                                          |                                               |
| Дементьєва Антоніна Іванівна      | Євпаторія                | № 53           | секретар Євпаторійського міськкому КПУ                                                                        |                                               |
| Денисенко Ніна Георгіївна         | Керч                     | № 55           | інженер-технолог Керченського консервного заводу                                                              | повноваження припинені 26.11.1956             |
| Дмитрієв Віктор Васильович        | Красноперекопський район | № 21           | голова Красноперекопського райвиконкому                                                                       |                                               |
| Євсєєв Дмитро Павлович            | Євпаторія                | № 50           | завідувач Кримського обласного фінансового відділу                                                            |                                               |
| Жуков Пилип Лазарович             | особливий округ          |                | начальник 79-го прикордонного загону КДБ СРСР, полковник                                                      |                                               |
| Завгородній Євген Йович           | Керч                     | № 59           | голова Керченського міськвиконкому                                                                            |                                               |
| Іванов Микола Мефодійович         | особливий округ          |                | військовий політпрацівник, генерал-майор                                                                      |                                               |
| Каблук Клавдія Терентіївна        | Євпаторія                | № 49           | головний лікар управління Євпаторійського курорту                                                             |                                               |
| Калінкіна Євдокія Григорівна      | Совєтський район         | № 43           | доярка колгоспу «Новая жизнь»                                                                                 |                                               |
| Калачов Борис Терентійович        | особливий округ          |                | начальник Політичного управління Чорноморського флоту, контрадмірал                                           |                                               |
| Карпенко Михайло Ілліч            | Севастополь              | № 92           | секретар Кримського обкому КПУ                                                                                |                                               |
| Катков Микола Микитович           | Сімферополь              | № 66           | голова Сімферопольського міськвиконкому                                                                       |                                               |
| Клязника Володимир Єгорович       | Сімферополь              | № 73           | секретар Кримського обкому КПУ                                                                                |                                               |
| Клязника Надія Михайлівна         | Севастополь              | № 91           | бригадир-штукатур тресту «Севастопольміськбуд»                                                                |                                               |
| Козін Яків Дмитрович              | Бахчисарайський район    | № 8            | заступник голови президії Кримського філіалу Академії наук УРСР, професор                                     |                                               |
| Колдун Парасковія Андріївна       | Сакський район           | № 36           | ланкова колгоспу «Путь к коммунизму»                                                                          |                                               |
| Колесников Віктор Петрович        | Севастополь              | № 94           | начальник обласного управління міліції, заступник начальника Кримського обласного управління внутрішніх справ |                                               |
| Корницький Петро Іванович         | Сімферополь              | № 65           | 1-й секретар Сімферопольського міськкому КПУ                                                                  |                                               |
| Коровченко Андрій Григорович      | Севастополь              | № 99           | 1-й секретар Севастопольського міськкому КПУ                                                                  |                                               |
| Короткова Клавдія Андріївна       | Севастополь              | № 98           | слюсар-арматурник Севастопольського ремонтно-механічного заводу                                               | померла в липні 1955 року                     |
| Костаков Володимир Микитович      | Сімферополь              | № 67           | секретар Кримського облвиконкому                                                                              |                                               |
| Костина Сергій Михайлович         | Октябрський район        | № 30           | голова колгоспу імені Сталіна                                                                                 |                                               |
| Костіна Клавдія Федорівна         | Ялта                     | № 88           | старший науковий співробітник Нікітського ботанічного саду імені Молотова                                     |                                               |
| Кравець Микита Лаврентійович      | Джанкойський район       | № 11           | заступник голови Кримського облвиконкому                                                                      |                                               |
| Кругляк Юхим Петрович             | Євпаторія                | № 52           | голова Євпаторійського міськвиконкому                                                                         |                                               |
| Кузьменко Михайло Григорович      | особливий округ          |                | голова Кримського облвиконкому                                                                                |                                               |
| Кулаков Микола Михайлович         | особливий округ          |                | член Військової ради Чорноморського флоту, віцеадмірал                                                        |                                               |
| Кулик Максим Федорович            | Сакський район           | № 37           | 1-й секретар Сакського райкому КПУ                                                                            |                                               |
| Кунакова Ольга Іванівна           | Євпаторія                | № 51           | директор Євпаторійської семирічної школи № 5                                                                  |                                               |
| Кур'янов Михайло Сергійович       | Севастополь              | № 101          | редактор газети «Кримська правда»                                                                             |                                               |
| Ларичев Леонід Семенович          | Ялта                     | № 89           | завідувач Кримського обласного відділу охорони здоров’я                                                       | повноваження припинені 26 листопада 1956 року |
| Лачугін Василь Семенович          | особливий округ          |                | військовий комісар Кримської області, полковник                                                               |                                               |
| Лешуков Анатолій Георгійович      | Балаклавський район      | № 4            | голова Балаклавського райвиконкому                                                                            |                                               |
| Липницька Лариса Олександрівна    | Ялта                     | № 84           | робітниця винкомбінату «Масандра»                                                                             |                                               |
| Ломакіна Ольга Тимофіївна         | Сімферополь              | № 69           | начальник цеху Сімферопольського консервного заводу імені Кірова                                              |                                               |
| Луговий Микола Дмитрович          | Сімферополь              | № 75           | заступник голови Кримського облвиконкому                                                                      |                                               |
| Людников Іван Ілліч               | особливий округ          |                | командувач військ Таврійського військового округу, генерал-полковник                                          |                                               |
| Малініна Раїса Іванівна           | Красногвардійський район | № 22           | агроном колгоспу імені Ворошилова                                                                             |                                               |
| Малова Тетяна Миколаївна          | Сімферопольський район   | № 41           | завідувачка свиноферми колгоспу імені Маленкова                                                               |                                               |
| Мамін Олександр Михайлович        | Керч                     | № 54           | голова Кримської обласної планової комісії                                                                    |                                               |
| Медунов Сергій Федорович          | Ялта                     | № 86           | 1-й секретар Ялтинського міськкому КПУ                                                                        |                                               |
| Михайличенко Володимир Степанович | Красноперекопський район | № 20           | голова колгоспу «Герої Сивашу»                                                                                |                                               |
| Мітіна Олександра Василівна       | Сімферополь              | № 76           | головний винороб Сімферопольського винзаводу                                                                  |                                               |
| Мойсеєв Микола Андрійович         | Феодосія                 | № 83           | 1-й секретар Феодосійського міськкому КПУ                                                                     |                                               |
| Мосейко Пилип Васильович          | Красногвардійський район | № 23           | голова Красногвардійського райвиконкому                                                                       |                                               |
| Мотяхін Іван Єрмолайович          | Совєтський район         | № 44           | голова Совєтського райвиконкому                                                                               |                                               |
| М'ятенко Меланія Андріївна        | Джанкойський район       | № 13           | ланкова колгоспу імені Чкалова                                                                                |                                               |
| Наталенко Євдокія Онисимівна      | Ленінський район         | № 26           | садівник колгоспу імені Сталіна                                                                               |                                               |
| Некрасов Олексій Семенович        | Джанкойський район       | № 14           | начальник Кримського обласного управління сільського господарства                                             |                                               |
| Нікерін Костянтин Данилович       | Севастополь              | № 90           | голова Кримської обласної ради профспілок                                                                     |                                               |
| Ніколаєв Михайло Миколайович      | Старокримський район     | № 45           | голова Старокримського райвиконкому                                                                           |                                               |
| Ніколенко Костянтин Іванович      | Керч                     | № 60           | рибак риболовецького колгоспу імені XII річниці Жовтня                                                        |                                               |
| Октябрський Пилип Сергійович      | особливий округ          |                | адмірал |                                               |
| Ошивалов Микола Якович            | Азовський район          | № 1            | голова Азовського райвиконкому                                                                                |                                               |
| Пальмін Сергій Олексійович        | Керч                     | № 61           | інженер |                                               |
| Петрова Марія Данилівна           | Сімферополь              | № 68           | водій трамваю міста Сімферополя                                                                               |                                               |
| Пивоварова Єлизавета Павлівна     | Севастополь              | № 100          | головний лікар дитячої консультації міста Севастополя                                                         |                                               |
| Піддубний Ілля Гаврилович         | Кіровський район         | № 18           | голова колгоспу імені Ворошилова                                                                              |                                               |
| Полянська Антоніна Федорівна      | Балаклавський район      | № 5            | начальник управління Міністерства юстиції по Кримській області                                                |                                               |
| Полянський Дмитро Степанович      | Сімферопольський район   | № 38           | 1-й секретар Кримського обкому КПУ                                                                            | повноваження припинені 9 лютого 1956 року     |
| Пономаренко Гаврило Мойсейович    | особливий округ          |                | заступник голови Кримського облвиконкому                                                                      |                                               |
| Поповкін Євген Юхимович           | Севастополь              | № 103          | письменник |                                               |
| Решетняк Олександра Степанівна    | Приморський район        | № 32           | голова колгоспу «Комунар»                                                                                     |                                               |
| Рижиков Андрій Трифонович         | особливий округ          |                | начальник Кримського обласного управління внутрішніх справ                                                    |                                               |
| Різенко Григорій Федорович        | Нижньогірський район     | № 27           | голова Нижньогірського райвиконкому                                                                           |                                               |
| Рудін Віктор Васильович           | Джанкойський район       | № 12           | інструктор Кримського обкому КПУ; голова Джанкойського райвиконкому                                           |                                               |
| Савкін Валентин Лаврович          | Феодосія                 | № 81           | водій Феодосійської автоколони № 83                                                                           |                                               |
| Савков Микола Никифорович         | особливий округ          |                | член Військової ради Таврійського військового округу, генерал-лейтенант                                       |                                               |
| Савченко Галина Федорівна         | Сімферополь              | № 71           | робітниця ливарного цеху Сімферопольського машинобудівного заводу імені Куйбишева                             |                                               |
| Сергєєва Лідія Григорівна         | Феодосія                 | № 82           | начальник в’язального цеху Феодосійської панчішної фабрики                                                    |                                               |
| Сєчкіна Єфросинія Пилипівна       | Чорноморський район      | № 48           | голова колгоспу «Красное знамя»                                                                               |                                               |
| Сиротинський Сергій Сергійович    | особливий округ          |                | командир Керченської військово-морської бази Чорноморського флоту, контрадмірал                               |                                               |
| Ситников Василь Матвійович        | Зуйський район           | № 16           | голова колгоспу імені Будьонного                                                                              |                                               |
| Смирнов Павло Григорович          | Євпаторійський район     | № 15           | голова Євпаторійського райвиконкому                                                                           |                                               |
| Смородін Григорій Іванович        | Керч                     | № 58           | 1-й секретар Керченського міськкому КПУ                                                                       |                                               |
| Снєгірьов Георгій Васильович      | Сімферопольський район   | № 39           | голова Сімферопольського райвиконкому                                                                         |                                               |
| Сойкін Никандр Митрофанович       | Нижньогірський район     | № 28           | голова колгоспу «Пам'ять Ильича»                                                                              |                                               |
| Соколова Людмила Михайлівна       | Севастополь              | № 97           | конструктор                                                                                                   |                                               |
| Сороковський Андрій Костянтинович | Октябрський район        | № 29           | голова Октябрського райвиконкому                                                                              |                                               |
| Сосницький Сергій Васильович      | Севастополь              | № 102          | голова Севастопольського міськвиконкому                                                                       |                                               |
| Степанов Микола Іванович          | Феодосія                 | № 80           | завідувач Кримського обласного відділу комунального господарства                                              |                                               |
| Стетюха Надія Федорівна           | Сімферополь              | № 64           | вчителька Сімферопольської середньої школи № 7                                                                |                                               |
| Стрілець Георгій Лазарович        | Судацький район          | № 47           | голова Судацького райвиконкому                                                                                |                                               |
| Суркін Микола Прокопович          | Керч                     | № 57           | 2-й секретар Кримського обкому КПУ                                                                            |                                               |
| Сурков Матвій Якимович            | Куйбишевський район      | № 24           | 1-й секретар Куйбишевського райкому КПУ                                                                       |                                               |
| Суханов Зіновій Васильович        | Феодосія                 | № 79           | голова Феодосійського міськвиконкому                                                                          |                                               |
| Сущенко Аркадій Олексійович       | Роздольненський район    | № 34           | голова Роздольненського райвиконкому                                                                          |                                               |
| Тагаков Кирило Миколайович        | Старокримський район     | № 46           | директор радгоспу «Золоте поле»                                                                               |                                               |
| Тарасов Олександр Максимович      | Ялта                     | № 85           | голова Ялтинського міськвиконкому                                                                             |                                               |
| Терещенко Григорій Парфенович     | особливий округ          |                | |                                               |
| Титова Валентина Миколаївна       | Сімферополь              | № 78           | старший інженер виробничо-технічного відділу 2-ї державної швейної фабрики міста Сімферополя                  |                                               |
| Тіторенко Петро Сергійович        | Ленінський район         | № 25           | голова Ленінського райвиконкому                                                                               |                                               |
| Ходирєв Олександр Степанович      | Сімферопольський район   | № 40           | завідувач Кримського обласного відділу народної освіти                                                        | повноваження припинені 26 листопада 1956 року |
| Хламов Микола Миколайович         | особливий округ          |                | прокурор Кримської області                                                                                    |                                               |
| Царенко Петро Петрович            | Сімферополь              | № 70           | завідувач кафедри факультетської хірургії Кримського медичного інституту імені Сталіна                        |                                               |
| Чуб Михайло Ілліч                 | Алуштинський район       | № 2            | заступник голови Кримського облвиконкому                                                                      |                                               |
| Шалонік Володимир Антонович       | особливий округ          |                | начальник УКДБ по Кримській області, полковник                                                                |                                               |
| Шапошников Євген Миколайович      | Керч                     | № 62           | директор Керченського ремонтно-механічного заводу                                                             |                                               |
| Шарейко Володимир Вікентійович    | Приморський район        | № 33           | голова Приморського райвиконкому                                                                              |                                               |
| Косяк Олексій Симонович           | Алуштинський район       | № 3            | завідувач Кримського обласного відділу народної освіти                                                        | дообраний 5 лютого 1956 року                  |
| Комяхов Василь Григорович         | Севастополь              | № 98           | 1-й секретар Кримського обкому КПУ                                                                            | дообраний 5 лютого 1956 року                  |
| Касатонов Володимир Панасович     | особливий округ          | № 108          | командувач Чорноморського флоту                                                                               | дообраний 8 липня 1956 року                   |
| Філіпов Іван Маркелович           | Сімферопольський район   | № 38           | в.о. голови Кримського облвиконкому                                                                           | дообраний 8 липня 1956 року                   |
| Куценко Андрій Андрійович         | Сімферопольський район   | № 40           | заступник голови Кримського облвиконкому                                                                      | дообраний 23 грудня 1956 року                 |

11 березня 1955 року відбулася 1-а сесія Кримської обласної ради депутатів трудящих 4-го скликання. Головою виконкому обраний Кузьменко Михайло Григорович; першим заступником голови виконкому — Кравець Микита Лаврентійович;  заступниками голови виконкому — Березовиченко Надія Онисимівна, Луговий Микола Дмитрович, Пономаренко Гаврило Мойсейович; секретарем облвиконкому — Костаков Володимир Микитович.
Членами виконкому обрані Кузьменко Михайло Григорович,  Кравець Микита Лаврентійович, Луговий Микола Дмитрович, Пономаренко Гаврило Мойсейович, Березовиченко Надія Онисимівна, Костаков Володимир Микитович, Полянський Дмитро Степанович, Євсєєв Дмитро Павлович,  Мамін Олександр Михайлович, Некрасов Олексій Семенович, Степанов Микола Іванович, Колесников Віктор Петрович, Чуб Михайло Ілліч.
Головами комісій Кримської обласної Ради депутатів трудящих обрані: мандатної — Корницький Петро Іванович, бюджетно-фінансової — Ошивалов Микола Якович
Сесія затвердила обласний виконавчий комітет у складі: голова планової комісії — Мамін Олександр Михайлович, завідувач відділу народної освіти — Ходирєв Олександр Степанович, завідувач відділу охорони здоров'я — Ларичев Леонід Семенович, завідувач фінансового відділу— Євсєєв Дмитро Павлович,  завідувач торгового відділу — Мітрошин П.Т., завідувач відділу соціального забезпечення — Кучерук Микола Ілліч,  завідувач організаційно-інструкторського відділу —Терещенко Л.Ф., завідувач загального відділу — Корабльов Г.Д., завідувач відділу організованого набору робітників— Страхов О.В., начальник переселенського відділу — Пузакін М.І.,  начальник управління юстиції — Полянська Антоніна Федорівна,  начальник управління сільського господарства — Некрасов Олексій Семенович, начальник управління водного господарства — Кургін Семен Васильович, начальник управління житлово-комунального господарства — Степанов Микола Іванович, начальник управління промисловості продовольчих товарів — Воронін В.А., начальник управління промисловості будівельних товарів — Нечваленко О.К., начальник управління місцевої і паливної промисловості — Шаповалов  Микола Михайлович, начальник управління по будівництву в колгоспах — Чуб Михайло Ілліч, начальник управління у справах архітектури — Чернишов В.М., начальник управління дорожнього і транспортного будівництва — Філіппов Василь Іванович, начальник управління культури — Шалін Євген Миколайович, голова комітету з фізкультури і спорту — Гусєв К.А.  